# Chrome Division
Chrome Division – norweski zespół heavymetalowy założony w 2004 przez Shagratha, muzyka Dimmu Borgir, oraz Lexa Icona.

## Dyskografia
| Doomsday Rock 'N' Roll                  | - Data: 21 lipca 2006 - Wydawca: Nuclear Blast     | 31 | –  |
| Booze, Broads And Beelzebub             | - Data: 17 lipca 2008 - Wydawca: Nuclear Blast     | –  | –  |
| 3rd Round Knockout                      | - Data: 6 maja 2011 - Wydawca: Nuclear Blast       | –  | –  |
| Infernal Rock Eternal                   | - Data: 14 stycznia 2014 - Wydawca: Nuclear Blast  | –  | 37 |
| One Last Ride                           | - Data: 16 listopada 2018 - Wydawca: Nuclear Blast | –  | –  |
| „–” oznacza, że album nie był notowany. |                                                    |    |    |

## Teledyski
| Tytuł                      | Rok  | Reżyseria       | Album                 | Źródło |
| -------------------------- | ---- | --------------- | --------------------- | ------ |
| "Serial Killer"            | 2006 | Patric Ullaeus  | Doomsday Rock 'N Roll | [ 7 ]  |
| "Bulldogs Unleashed"       | 2011 | Patric Ullaeus  | 3rd Round Knockout    | [ 8 ]  |
| "Ghost Riders In The Sky"  | 2011 | Patric Ullaeus  | 3rd Round Knockout    | [ 9 ]  |
| "Endless Nights"           | 2013 | –               | Infernal Rock Eternal | [ 10 ] |
| "Lady Of Perpetual Sorrow" | 2014 | Chrome Division | Infernal Rock Eternal | [ 11 ] |